# Phyxelida mirabilis
Phyxelida mirabilis är en spindelart som först beskrevs av Ludwig Carl Christian Koch 1875.  Phyxelida mirabilis ingår i släktet Phyxelida och familjen Phyxelididae.
Artens utbredningsområde är Etiopien. Inga underarter finns listade i Catalogue of Life.